# 平松時庸
平松 時庸（ひらまつ ときつね）は、江戸時代前期の公家。西洞院時慶の次男。西洞院家から分家して新家「平松家」を興した。

## 経歴
政仁親王(後水尾天皇)の東宮御児のはしりで、後水尾天皇がもうけられた御児の初めを勤めた。
寛永3年7月24日（1626年9月14日）、徳川秀忠・家光に従い上洛した伊達政宗が催した香席に、近衛信尋（関白）・一条兼遐兄弟や父の西洞院時慶らと招かれており、その「饗応香会の記」が日本に現存する最古の香記録として残る（個人蔵）。
養女を島津家の正室としたことで島津家中との交流が活発になった。特に、島津氏家臣・禰寝氏との関係は深く、元々建部氏を本姓としていた禰寝氏が、後に「小松氏」に改姓し平氏の子孫を称するようになったのは、平松家の示唆・影響による物という指摘がある。
また、平松家は近衛家の門葉とされたため、近衛家とのつながりも深かった。後に近衛基熙の要請によりその娘・熙子（天英院）を密かに養女としたのもこの縁によるものである。

## 系譜
- 父：西洞院時慶（1552 - 1640）
- 母：家女房
- 正室：日野輝資の娘または日野資勝の娘
- 継室：をさい - 秋月種長の娘
- 生母不明の子女
  - 男子：平松時量
  - 女子：溝口宣直継々室
  - 女子：溝口宣直継々々室
- 養子
  - 女子：陽和院殿（1638-1711） - 島津光久継室、交野時貞の娘